# Museo del Deporte de Cantabria
El Museo del Deporte de Cantabria es un museo que se encuentra situado en Santander (Cantabria). Se ubica en el interior del Palacio de Deportes de Santander desde 2014.

## Historia
En agosto de 2014 se creó la exposición permanente dentro del Palacio de Deportes con la intención de realizar un repaso a la historia del deporte de Cantabria. Dispone de 10 vitrinas temáticas sobre Severiano Ballesteros, Óscar Freire, Paco Gento, el Real Racing Club de Santander, los atletas cántabros, la Real Sociedad de Tenis de la Magdalena, la vela, el Club Balonmano Cantabria, los bolos y las traineras. También cuenta con una exposición cronológica e información sobre los 17 medallistas olímpicos y 46 campeones del mundo originarios de la región.
El museo dispone también de un espacio expositivo temporal donde han tenido lugar exposiciones como la de los orígenes del olimpismo.